# Pseudotoglossa
Pseudotoglossa is een geslacht van kevers uit de familie van de loopkevers (Carabidae). De wetenschappelijke naam van het geslacht is voor het eerst geldig gepubliceerd in 1961 door Mateu.

## Soorten
Het geslacht Pseudotoglossa omvat de volgende soorten:
- Pseudotoglossa coelestina (Bates, 1878)
- Pseudotoglossa inaequalis (Chaudoir, 1872)
- Pseudotoglossa marginella (Bates, 1883)
- Pseudotoglossa obscurella (Bates, 1878)
- Pseudotoglossa rufitarsis (Chaudoir, 1877)
- Pseudotoglossa semilaevis (Chaudoir, 1872)
- Pseudotoglossa terminalis (Chaudoir, 1872)